# Kasteel van l'Anglais
Het Kasteel van l'Anglais (Frans: Château de l'Anglais) is een kasteel in de Franse gemeente Nice. Het kasteel is een beschermd historisch monument sinds 2000.